# Clara Kristeller
Clara Schwartz (* 11. August 1867 in Dortmund; † 23. Dezember 1935 in Baden-Baden) war eine deutsche Violinistin.

## Leben
Kristeller wurde als Tochter des Kaufmanns Carl Schwartz und der Wilhelmine Schoppmann geboren. Nach dem Besuch einer Privatschule in Dortmund studierte sie Musik: in den Jahren 1881–1885 an der Hochschule für Musik in Berlin, 1885–1887 am Conservatorium der Musik in Köln und 1887–1889 wieder in Berlin. Danach war sie als Violinistin tätig.
Sie war mit dem Kunsthistoriker Paul Kristeller verheiratet.

## Quelle
- Erich H. Müller: Deutsches Musiker-Lexikon. Limpert-Verlag, Dresden 1929.